# Championnat des îles Vierges britanniques de football 2010-2011
Navigation
Saison suivante
La saison 2010-2011 du Championnat des îles Vierges britanniques de football est la seconde édition de la BVIFA Football League, le championnat de première division des îles Vierges britanniques. Les neuf formations engagées sont réunies au sein d'une poule unique où elles s'affrontent à deux reprises. 
C'est le Islanders Football Club, tenant du titre, qui remporte à nouveau la compétition cette saison après avoir terminé en tête du classement final, avec onze points d'avance sur le Sugar Boys FC et quatorze sur le Lucian Stars FC. C’est le second titre de champion des îles Vierges britanniques de l'histoire du club.

## Les clubs participants
- Islanders Football Club
- Sugar Boys FC
- Lucian Stars FC
- One Love United
- Panthers FC
- Wolues FC
- Virgin Gorda United
- Virgin Gorda Ballstars
- Old Madrid FC

## Compétition
Le barème de points servant à établir le classement se décompose ainsi :
- Victoire : 3 points
- Match nul : 1 point
- Défaite : 0 point

### Classement
| Rang | Équipe                   | Pts | J  | G  | N | P  | Bp | Bc | Diff |  | Résultats (▼ dom., ► ext.) | Isl  | Sug | Luc | One | Pan | Wol | Uni | Bal | OMa |
| ---- | ------------------------ | --- | -- | -- | - | -- | -- | -- | ---- |  | -------------------------- | ---- | --- | --- | --- | --- | --- | --- | --- | --- |
| 1    | Islanders Football ClubT | 41  | 16 | 13 | 2 | 1  | 66 | 11 | +55  |  | Islanders Football ClubT   |      | 4-0 | 7-0 | 3-1 | 3-0 | 4-1 | 6-1 | 2-0 | 3-0 |
| 2    | Sugar Boys FC            | 30  | 16 | 9  | 3 | 4  | 44 | 30 | +14  |  | Sugar Boys FC              | 3-2  |     | 7-4 | 0-2 | 3-2 | 4-3 | 1-2 | 1-0 | 3-0 |
| 3    | Lucian Stars FC          | 27  | 16 | 8  | 3 | 5  | 34 | 42 | -8   |  | Lucian Stars FC            | 1-9  | 2-2 |     | 3-3 | 4-3 | 3-2 | 3-0 | 2-1 | 3-0 |
| 4    | One Love United          | 26  | 16 | 8  | 2 | 6  | 37 | 24 | +13  |  | One Love United            | 0-3  | 4-2 | 0-1 |     | 4-2 | 2-2 | 4-0 | 0-1 | 5-0 |
| 5    | Panthers FC              | 25  | 16 | 7  | 4 | 5  | 37 | 30 | +7   |  | Panthers FC                | 1-1  | 2-2 | 2-1 | 2-0 |     | 3-2 | 5-3 | 2-2 | 1-1 |
| 6    | Wolues FC                | 21  | 16 | 6  | 3 | 7  | 30 | 32 | -2   |  | Wolues FC                  | 1-1  | 1-1 | 3-0 | 0-4 | 0-4 |     | 2-1 | 6-1 | 2-1 |
| 7    | Virgin Gorda United      | 12  | 15 | 4  | 0 | 11 | 17 | 47 | -30  |  | Virgin Gorda United        | 0-3  | 0-7 | 0-5 | 0-3 | 1-4 | 3-0 |     |     | 0-3 |
| 8    | Virgin Gorda Ballstars   | 11  | 15 | 3  | 2 | 10 | 19 | 34 | -15  |  | Virgin Gorda Ballstars     | 2-4  | 2-5 | 1-2 | 3-0 | 2-1 | 0-2 | 1-3 |     | 0-0 |
| 9    | Old Madrid FC            | 9   | 16 | 2  | 3 | 11 | 14 | 50 | -36  |  | Old Madrid FC              | 0-11 | 0-3 | 2-2 | 2-5 | 1-3 | 0-3 | 0-3 | 4-3 |     |

|  | Champion des îles Vierges britanniques 2010-2011 |
|  | T : Tenant du titre                              |

- La rencontre entre Virgin Gorda United et Virgin Gorda Ballstars est annulée et n'a pas été rejouée.

## Bilan de la saison
| Championnat des îles Vierges britanniques de football 2010-2011 |                                    |
| Champion                                                        | Islanders Football Club (2e titre) |
| Qualifications continentales                                    |                                    |
| CFU Club Championship 2012                                      | Aucun                              |
| Promotions et relégations                                       |                                    |
| Promus en BVIFA Football League                                 | Haitian Stars                      |
| Relégués                                                        | Aucun                              |